# مملكة خوتان
كانت مملكة خوتان مملكة إيرانية ساكية بوذية قديمة توضعت على جزء طريق الحرير الممتد على طول الحافة الجنوبية لصحراء تكلإمكان في حوض تاريم (في منطقة شينجيانغ، الصين). تمركزت العاصمة القديمة إلى الغرب من مقاطعة خوتان الحالية في مدينة يوتكان. عُرفت منذ زمن سلالة الهان وحتى زمن سلالة التانغ تحت اسم يوتيان باللغة الصينية. استمر وجود هذه المملكة البوذية عمومًا إلى ألف سنة لحين احتلالها من قِبل القراخانيين المسلمين عام 1006، خلال عملية أسلمة وأتركة شينجيانغ.
بُنيت على واحة، سمحت بساتين التوت في خوتان بإنتاج وتصدير الحرير والسجاد، بالإضافة إلى منتجات المدينة المهمة الأخرى كالنفريت والفخار. رغم كونها مدينة كبيرة على طريق الحرير إضافة إلى أنها مصدر بارز لليشم للصين القديمة، فإن خوتان بذاتها صغيرة نسبيًا – كان محيط مدينة خوتان القديمة في يوتكان نحو 2.5 إلى 3.2 كم. على أي حال، طُمس معظم الدليل الأثري لمدينة خوتان القديمة بسبب عمليات صيد الكنوز التي قام بها السكان المحليون لقرون من الزمن.
استخدم سكان خوتان اللغة الساكية (أو الخوتانية)، لغة إيرانية شرقية، واللغة الغاندارية، لغة هندية آرية مرتبطة بالسنسكريتية. هناك جدال حول الدرجة التي يعود إليها سكان خوتان الأصليين إلى جنوب آسيا من الناحية الاثنية والأنثروبولوجية ولغتهم الأصلية التي تحدثوها، اللغة الغاندارية مقابل الساكية، والساكيين هم شعب هندوأوروبي من الفرع الإيراني من السهب الأوراسي. من القرن الثالث وما بعد، كان لهم تأثير لغوي ظاهر على اللغة الغاندارية المحكية في بلاط خوتان الملكي. أُقرت اللغة الساكية الخوتانية أيضًا لغةً رسمية في البلاط بحلول القرن العاشر واستُخدمت من قِبل الحكام الخوتانيين في التوثيقات الإدارية.

## الخط الزمني التاريخي
- يظهر أن السكان الأوائل للمنطقة كانوا هنودًا من الإمبراطورية الماورية وفقًا لأساطير التأسيس خاصتها.
- تأسست خوتان حين استقر كوشتانا، يُقال أنه ابن أشوكا، الإمبراطور الهندي الذي ينتمي إلى الإمبراطورية الماورية، هناك نحو عام 224 قبل الميلاد.
- نحو 84 قبل الميلاد: يُقال بأن البوذية قد أُدخلت إلى خوتان.
- نحو 56: هاجم شيان، ملك ياركند القوي والناجح، خوتان وضمها إلى مملكته. نقل يولين، ملكها، ليصبح ملكًا على ليغوي، ونصّب شقيقه الأصغر، ويشي، ملكًا على خوتان.
- 61: تهزم خوتان ياركند. تصبح خوتان قوية جدًا وخضعت 13 مملكة إلى خوتان، التي أصبحت في ذلك الوقت، مع مملكة شانشان، القوة الأكبر في القسم الجنوبي لطريق الحرير.
- 78: يُخضِع بان تشاو، جنرال صيني، المملكة.
- 105: تمردت «المناطق الغربية»، واستعادت خوتان استقلالها.
- 127: تفيد التقارير بأن الملك الخوتاني فيجايا كريتي قد ساعد إمبراطور كوشان، كانيشكا في غزوه لساكيت في الهند.
- 127: يهاجم الجنرال الصيني بان يونغ، كاراشار ويُخضعها؛ وتخضع بعدها كوتشا وكاشغر وخوتان وياركند وممالك أخرى، ومجموعهم سبعة عشرة مملكة، إلى الصين.
- 129: قتل فانتشيان ملكُ خوتان، شينغ ملك كيريا. نصّب ابنه ملكًا على كيريا. أرسل بعدها بعثة ترفيد إلى سلالة هان. عفا الإمبراطور عن جريمة ملك خوتان، طالبًا منه استعادة مملكة كيريا. رفض فانتشيان.
- 131: يرسل فانتشيان، ملك خوتان، أحد أبناءه ليخدم في القصر الإمبراطوري الصيني ويقدم جزية تكريم إليه.
- 132: أرسل الصينيون ملك كاشغر، شنبان، الذي هاجم خوتان مع 20,000 رجل وانتصر عليها. قطع رأس عدة مئات من الأشخاص، وأطلق جنوده للنهب بحرية. استبدل ملك كيريا من خلال تنصيب شينغوو من عائلة الملك السابق شينغ، وعاد بعدها.
- 151: قُتل جيان، ملك خوتان، من قِبل رئيس كتبة سلالة هان، وانغ جينغ، الذي قُتل بدوره من قِبل الخوتانيين. وُضع أنغوو، ابن جيان، على العرش.
- 175: هاجم أنغوو ملك خوتان، كيريا، وانتصر عليها بسهولة. قتلَ الملك وآخرين.
- 399: يزور الراهب الحاج الصيني، فاشيان، المجتمع البوذي النشط هناك ويرسل تقريرًا حوله.
- 632: تقدم خوتان ولاءها للصين، وتصبح دولة تابعة.
- 644: يبقى الراهب الحاج الصيني، شوانزانغ، 7 – 8 أشهر في خوتان ويكتب قصة مفصلة عن المملكة.
- 670: تغزو التيبت خوتان وتحتلها (باتت تعرف بأحد «الحاميات الأربعة»).
- نحو 670-673: حُكمت خوتان من قِبل الوزير التبتي مغار.
- 674: فر الملك فودو شيونغ، وعائلته وأتباعه إلى الصين بعد القتال مع التبتيين. لم يتمكنوا من العودة.
- نحو 680 – 692: يصبح أماتشا خيميغ وصيًا على خوتان.
- 692: تستعيد الصين على يد وو زيتان المملكة من التبت. تصبح خوتان حامية.
- 725: يُقطع رأس يوتشي تياو من قِبل الصينيين لتآمره مع الترك. يوضع يوتشي فوشيزان على العرش من قِبل الصينيين.
- 728: أُعطي يوتشي فوشيزان رسميًا لقب «ملك خوتان» من قِبل الإمبراطور الصيني.
- 736: يخلف فودو دا، يوتشي فوشيزان، ويمنح الإمبراطور الصيني لقبًا لزوجته.
- نحو 740: يخلف الملك يوتشي غوي، فودو دا ويبدأ باضطهاد البوذيين. يهرب الرهبان البوذيون الخوتانيون إلى التبت، حيث يُمنح لهم اللجوء من قِبل الزوجة الصينية للملك مس أغ تشومز. لاحقًا، توفيت الملكة إثر جائحة مرض الجدري وكان على الرهبان الهرب إلى غاندرا.
- 740: يمنح الإمبراطور الصيني لقبًا لزوجة يوتشي غوي.
- 746: استُكملت نبوءة بلدة لي وأُضيفت لاحقًا إلى التعاليم التبتية.
- 756: يُسلّم يوتشي شينغ الحكم لأخيه الأصغر، شيهو ياو.
- 786 إلى 788: كان يوتشي ياو لايزال حاكمًا على خوتان حين زار الحاج البوذي الصيني ووكونغ مملكة خوتان.
- 969: يُرسل ابن الملك لي شينغتيان المُسمى زونغشانغ بعثة ترفيد إلى الصين.
- 971: يُحضر كاهن بوذي (جيشيانغ) رسالة من ملك خوتان إلى الإمبراطور الصيني يعرض فيها إرسال فيل راقص حاز عليه من كاشغر.
- 1006: خوتان في حوزة يوسف قدر خان المسلم، شقيق أو نسيب حاكم كاشغر وبالاساغون المسلم.
- بين 1271 – 1275: يزور ماركو بولو مملكة خوتان.